# GS1
GS1 – organizacja non-profit zajmująca się opracowywaniem i utrzymywaniem globalnych standardów zapewniających efektywną komunikację biznesową. Najbardziej znanym z tych standardów jest kod kreskowy, symbol nadrukowany na produktach, który można skanować elektronicznie. Kody kreskowe GS1 posiada już ponad 100 milionów produktów i są one skanowane ponad sześć miliardów razy dziennie.
GS1 zrzesza 115 lokalnych Organizacji Członkowskich i ponad 2 miliony użytkowników (zarejestrowanych firm).
Standardy, usługi i rozwiązania GS1 są tworzone po to, aby podnosiły efektywność, bezpieczeństwo i widoczność w łańcuchach dostaw w kanałach fizycznych i cyfrowych, w wielu różnych sektorach gospodarki. Tworzą one język biznesowy, który pozwala na identyfikację, gromadzenie i współdzielenie kluczowych informacji o produktach, lokalizacjach, zasobach i wielu innych kwestiach.

## Historia
W 1969 roku branża detaliczna w USA szukała sposobu, aby przyspieszyć rejestrację sprzedaży produktów przy kasach sklepowych. Powołano komitet, którego celem miało być stworzenie jednolitego kodu identyfikującego produkty spożywcze.
W 1973 roku Uniwersalny Kod Produktu (UPC) został wybrany przez tę grupę jako pierwszy jednolity standard do unikalnej identyfikacji produktu, a w 1974 roku powołano Radę ds. Jednolitego Kodu (ang. Uniform Code Council,  UCC) w celu administrowania standardem. 26 czerwca 1974 r. opakowanie gumy do żucia Wrigley zostało pierwszym produktem z kodem kreskowym, który został zeskanowany w sklepie.
W 1976 roku pierwotny 12-cyfrowy kod został rozszerzony do 13 cyfr, co pozwoliło na jego wprowadzenie poza granicami Stanów Zjednoczonych. W 1977 w Brukseli utworzono Europejskie Stowarzyszenie Kodowania Towarów (EAN) posiadające członków z 12 krajów.
W 1990 roku EAN i UCC podpisały globalną umowę o współpracy i rozszerzyły swój zasięg do 45 krajów. W 1999 roku EAN i UCC uruchomiły Centrum Auto-ID w celu opracowania Elektronicznego Kodu Produktu (EPC), umożliwiającego stosowanie standardów GS1 w RFID.
W 2004 roku EAN i UCC uruchomiły sieć Globalną Sieć Synchronizacji Danych Produktowych (ang. Global Data Synchronization Network) (GDSN), inicjatywę opartą na komunikacji internetowej, która umożliwia partnerom handlowym efektywną wymianę podstawowych danych produktowych.
Do 2005 roku organizacja była już obecna w ponad 90 krajach, które zaczęły używać nazwy GS1 na całym świecie. Chociaż „GS1” nie jest akronimem, odnosi się do organizacji oferującej jeden globalny system standardów.
W sierpniu 2018 roku został ratyfikowany Standard Struktury URI GS1 Web, umożliwiający dodawanie unikalnych identyfikatorów do produktów poprzez przechowywanie URI (adresu podobnego do strony internetowej) jako kodu QR.

## Kody kreskowe
Kody kreskowe zdefiniowane przez standardy GS1 są powszechnie stosowane. Zostały one wprowadzone przez GS1 w 1974 roku. Składają się z numeru identyfikacyjnego produktu, który można zeskanować elektronicznie, co ułatwia śledzenie, przetwarzanie i przechowywanie produktów.
Kody kreskowe podnoszą efektywność, bezpieczeństwo, szybkość i widoczność w łańcuchach dostaw w kanałach fizycznych i cyfrowych. Odgrywają kluczową rolę w branży detalicznej – w tym także na dzisiejszych rynkach internetowych – pozwalając nie tylko na szybsze rejestrowanie sprzedaży produktów, lepsze zarządzanie zapasami i dostawami, ale także umożliwiając sprzedaż online na skalę globalną. Tylko w Wielkiej Brytanii wprowadzenie kodu kreskowego w branży detalicznej przyniosło oszczędności w wysokości 10,5 miliarda funtów rocznie.
Niektóre z kodów kreskowych opracowanych i zarządzanych przez GS1: EAN/UPC (używane głównie w produktach konsumenckich), GS1 DataMatrix (używane głównie w produktach opieki zdrowotnej), GS1-128, GS1 DataBar, oraz GS1 QR Code.

## Standardy
Najważniejszym standardem GS1 jest numer GTIN. Pozwala on na unikalną identyfikację produktów na całym świecie i stanowi podstawę Systemu GS1.
Główne standardy GS1:
- Application Level Events (ALE)(inne języki)
- Core Business Vocabulary (CBV)
- EAN/UPC kody kreskowe
- EPC/RFID(inne języki) tagi
- EPCIS(inne języki)
- GEPIR(inne języki)
- Globalny model Danych
- Globalna Sieć Synchronizacji Danych (GDSN)(inne języki)
- Globalny Identyfikator Typu Dokumentu (GDTI)
- Globalny Identyfikator Zasobów Indywidualnych (GIAI)
- Globalny Identyfikator Przesyłek (GINC)
- Globalny Numer Lokalizacyjny (GLN)
- Globalna Klasyfikacja Produktów (GPC)
- Globalny Identyfikator Zasobów Zwrotnych (GRAI)
- Globalny Numer Relacji Usługowej (GSRN)
- Globalny Numer Identyfikacji Wysyłki (GSIN)
- Globalny Numer Jednostki Handlowej (GTIN)
- GS1-128
- GS1 DataBar
- GS1 DataMatrix
- GS1 Digital Link
- GS1 EDI(inne języki)
- ITF-14
- Low-Level Reader Protocol (LLRP)
- Object Name Service (ONS)
- Seryjny Numer Jednostki Logistycznej (SSCC)

Wiele standardów GS1 to także standardy ISO. Na przykład GTIN, GLN i SSCC.
GS1 działa również jako sekretariat komitetu technicznego ISO ds. Automatycznej identyfikacji i pozyskiwania danych (ISO/IEC JTC 1/SC 31).
Standardy GS1 są opracowywane i utrzymywane w ramach procesu GS1 Global Standards Management Process (GSMP), forum społeczności, które gromadzi przedstawicieli różnych branż i przedsiębiorstw. Są oni odpowiedzialni za znajdowanie i wdrażanie rozwiązań opartych na standardach, aby sprostać wspólnym wyzwaniom związanym z łańcuchem dostaw.

## Branże

### Handel detaliczny i marketplace
Handel detaliczny był pierwszą branżą, z którą organizacja GS1 rozpoczęła współpracę i która nadal znajduje się w centrum jej zainteresowań. Obecnie GS1 działa w czterech podsektorach handlu detalicznego na poziomie globalnym: odzieżowym, świeżej żywności, produktów szybkozbywalnych (FMCG) oraz wielobranżowym (General Merchandise).
Kluczowe obszary zainteresowania w handlu detalicznym obejmują zrównoważony rozwój, jakość danych, zgodność z wymogami prawnymi, identyfikowalność produktów od miejsca ich pochodzenia po dostawę oraz integrację na etapie zaopatrzenia między producentami i dostawcami.
Konsumenci nadal korzystają z dwóch kanałów zakupów, handlu elektronicznego oraz sklepów stacjonarnych i oczekują spójnych doświadczeń zakupowych, bezpieczeństwa oraz szybkości. Organizacja GS1 opracowała standardy, które jednoznacznie identyfikują produkty, co jest korzystne zarówno dla konsumentów, jak i dla wyszukiwarek, ponieważ zapewniają one dokładne i pełne informacje o produkcie w postaci cyfrowej.
Duże firmy zajmujące się handlem elektronicznym, takie jak eBay, Amazon i Google Shopping, wymagają od firm stosowania numeru GTIN GS1, aby móc sprzedawać produkty na ich stronach internetowych.

### Opieka zdrowotna
Od 2005 roku GS1 działa na rzecz ochrony zdrowia w celu zwiększenia bezpieczeństwa pacjentów i poprawy wydajności łańcuchów dostaw.
Opracowanie i wdrożenie standardów GS1 dla ochrony zdrowia wspiera identyfikowalność produktów ochrony zdrowia od producenta do pacjenta, przyczynia się do wykrywania podrobionych produktów, pomaga zapobiegać błędom podczas podawania leków, umożliwia skuteczne wycofywanie produktów i wspiera procesy kliniczne. W ponad 70 krajach obowiązują specjalne regulacje dotyczące ochrony zdrowia lub partnerów handlowych, gdzie zalecane jest stosowanie standardów GS1 z wyżej wymienionych powodów dla leków i wyrobów medycznych. Członkowie grupy GS1 Healthcare to ponad 140 wiodących organizacji z sektora ochrony zdrowia z całego świata.

### Inne branże
GS1 działa w trzech innych kluczowych branżach na całym świecie: transporcie i logistyce, usługach gastronomicznych i przemyśle technicznym. 115 Organizacji Członkowskich GS1 w ponad 100 krajach na całym świecie działa w dziesiątkach sektorów przemysłu.

## Członkostwo
GS1 posiada ponad 2 miliony zarejestrowanych użytkowników (firm) na całym świecie. Aby wejść w ich skład, firma musi dołączyć do lokalnej Organizacji Członkowskiej GS1.

## Zarządzanie i struktura
Struktura organizacyjna GS1 składa się z trzech poziomów:
- Poziom pierwszy – Zgromadzenie Ogólne GS1, składające się z przedstawicieli wszystkich Organizacji Członkowskich.
- Poziom drugi – Rada Zarządzająca GS1 odpowiedzialna za wdrażanie globalnych kierunków strategicznych (złożona z kluczowych liderów z międzynarodowych firm i Organizacji Członkowskich GS1). Członkowie Rady Zarządzającej GS1 to osoby zajmujące wysokie stanowiska w kadrze zarządzającej w następujących organizacjach[18]:
  - Abudawood
  - Alibaba Group
  - B. Braun Melsungen
  - Beijing Hualian Group(inne języki)
  - bol.com(inne języki)
  - Consumer Goods Forum(inne języki)
  - Dr. Oetker
  - Google
  - Grupo Bimbo
  - Grupo Éxito(inne języki)
  - IGA
  - The J.M. Smucker Company(inne języki)
  - Johnson & Johnson
  - L’Oréal
  - LF Logistics
  - Metro AG
  - Nestlé
  - Procter & Gamble
  - Reliance Retail(inne języki)
  - Royal College of Physicians and Surgeons of Canada(inne języki)
  - GS1 Australia
  - GS1 Canada
  - GS1 China
  - GS1 Egypt
  - GS1 France
  - GS1 Germany
  - GS1 Hong Kong
  - GS1 Italy
  - GS1 Paraguay
  - GS1 US
  - GS1 Vietnam

- Poziom trzeci – Globalne Biuro GS1 i lokalne Organizacje Członkowskie GS1. Globalne Biuro GS1 przewodzi i koordynuje prace nad opracowywaniem i utrzymywaniem nowych standardów. Lokalne Organizacje Członkowskie koncentrują się na usługach lokalnych i wdrażaniu standardów. Lokalne Rady Zarządzające GS1 odpowiadają za wdrażanie lokalnych strategii (w ich skład wchodzą kluczowi liderzy z firm krajowych).

Na poziomie globalnym istnieją również dwie inne Rady:
- GS1 Data Excellence Board (odpowiedzialna za strategię GS1 w zakresie danych)
- GS1 Innovation Board i EPCglobal(inne języki) Board of Governors (odpowiedzialne za innowacje i działalność badawczo-rozwojową GS1)[17].

## Finansowanie
Organizacje Członkowskie GS1 na całym świecie są finansowane przez swoich lokalnych członków w postaci rocznych składek członkowskich i sprzedaży usług.

## Partnerzy
GS1 współpracuje z innymi organizacjami międzynarodowymi. Niektórzy partnerzy GS1:
- Consumer Goods Forum(inne języki)[19]
- Międzynarodowa Organizacja Normalizacyjna (ISO)
- NATO[20]
- Organizacja Narodów Zjednoczonych[21]
- Agencja ONZ ds. Uchodźców (UNHCR)
- Światowa Organizacja Celna (WCO)[22]
- Międzynarodowe Towarzystwo Jakości w Opiece Zdrowotnej (ISQua)
- Joint Initiative Council (JIC)

## Zobacz jeszcze
- Lista krajów i ich prefiksów GS1